# Erannis tristrigaria
Erannis tristrigaria là một loài bướm đêm trong họ Geometridae.